# アフィウェ・デャンティ
アフィウェ・デャンティ（Aphiwe Dyantyi、1994年8月26日 - ）は、ユナイテッド・ラグビー・チャンピオンシップブルズに所属するラグビーユニオン選手。

## プロフィール
- 南アフリカ・エンコボ出身。
- ポジションはウィング(WTB)、センター(CTB)。
- 身長 182cm、体重 87kg
- 南アフリカ代表キャップは13（2020年5月現在）。
- バーバリアンズに選ばれたことがある[1]。

## 略歴
ゴールデン・ライオンズを経て、2018年、ライオンズに加入。
2020年、3種類の禁止薬物を摂取したため、4年間の資格停止処分を受けた。
2023年、資格停止処分解除後シャークスに加入。
2024年、ライオンズに加入。

## 受賞歴
- ワールドラグビー最優秀新人賞:2018年[5]